# Schwarzer Gießkannenschimmel

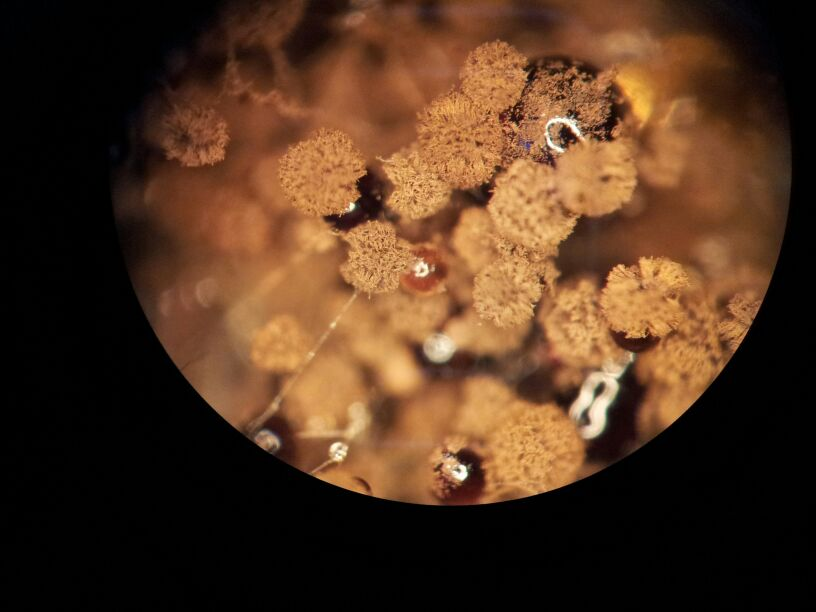
Schwarzer Gießkannenschimmel unter dem Binokular

Der Schwarze Gießkannenschimmel oder kurz Schwarzschimmel (Aspergillus niger) ist ein Schimmelpilz aus der Familie Trichocomaceae. Sein Trivialname leitet sich von den dunklen, fast schwarzen Sporen ab.

## Vorkommen
Der Schwarze Gießkannenschimmel kommt weltweit im Erdboden vor und ist ein häufiger Schimmel auf verdorbenen Lebensmitteln im Haushalt. In der Natur befällt der Pilz verschiedenes Obst und Gemüse wie z. B. Weinbeeren, Zwiebeln oder Erdnüsse, findet sich aber auch in Form von Flecken auf Mauern oder Verputz. Flächiger Grauschleier auf Wänden wird aber üblicherweise auf andere Ursachen zurückgeführt, siehe dazu Schwarzstaub.

## Stoffwechselprodukte
Stoffwechselprodukte des Pilzes können viele organische Werkstoffe schädigen, aber auch die Oberfläche von Glaslinsen optischer Geräte trüben (siehe auch Glaspilz). Aspergillus niger bildet verschiedene Mykotoxine, wie Kojisäure und Ochratoxine. Die Gattung Aspergillus kann für eine Reihe von Gesundheitsschäden ursächlich sein.

### Industrielle Nutzung
Der Pilz wird in der Lebensmittelindustrie zur Herstellung von Citronensäure verwendet. Er scheidet diese Säure bei niedrigen pH-Werten und unter Eisenmangel aus, weil der Citratzyklus gestört wird. In der Lebens- und Futtermittelherstellung wird der Schwarze Gießkannenschimmel eingesetzt, um verschiedene Enzyme zu produzieren. Unter kontrollierten Wachstumsbedingungen erzeugt Aspergillus niger ein breites Spektrum spezifischer und unspezifischer Cellulasen, Hemicellulasen, Glukanasen, Phytasen und Proteasen. Diese lassen sich als Alternative zu Enzymen aus gentechnisch veränderten Mikroorganismen nutzen.

## Milieu
Der Pilz wächst bei Temperaturen zwischen 6 und 47 °C, am besten jedoch zwischen 35 und 37 °C. Feuchte Kälte bei −22 °C oder weniger überstehen die Sporen nicht. Der Pilz toleriert pH-Bereiche von 1,5 bis 9,8 und ist somit in der Lage, sowohl in stark sauren als auch basischen Milieus zu existieren.

## Krankheiten
A. niger kann bei Tieren krankheitsauslösend sein, wenn auch seltener als A. fumigatus. Bei Vögeln und einigen Reptilien kann der Pilz eine Aspergillose, bei Hunden eine sinunasale Aspergillose auslösen.

### Beim Menschen
A. niger ist auch für den Menschen pathogen. Die Aspergillose ist eine Pilzinfektion, die durch Sporen von Innen- und Außenbereich-Arten des Aspergillus-Schimmelpilzes verursacht wird. Aufgrund der weit verbreiteten Natur von A. niger werden seine Sporen häufig von Menschen aus ihrer Umgebung eingeatmet. Daher tritt die Aspergillose in der Regel hauptsächlich bei Menschen mit geschwächtem Immunsystem oder vorgeschädigten Lungenzuständen wie Asthma und Mukoviszidose auf. Arten der Aspergillose umfassen allergische bronchopulmonale Aspergillose (ABPA), allergische Aspergillus-Sinusitis, kutane Aspergillose und chronische pulmonale Aspergillose. Von den geschätzten 180 Arten von Aspergillus-Schimmelpilzen haben etwa 40 Arten nachgewiesenermaßen gesundheitliche Auswirkungen auf immungeschwächte Menschen. Die Aspergillose tritt besonders häufig bei Gartenbauarbeitern auf, die häufig Torfstäube einatmen, die reich an Aspergillus niger-Sporen sein können. Der Pilz wurde auch in alten ägyptischen Mumien gefunden und kann eingeatmet werden, wenn sie gestört werden. Otomykose, eine oberflächliche Pilzinfektion des Gehörgangs, ist eine weitere Störung, die durch das Wachstum von Aspergillus-Schimmelpilzen wie A. niger verursacht werden kann. Diese Infektion wird häufig mit mechanischer Schädigung der äußeren Hautbarriere des Gehörgangs in Verbindung gebracht und tritt oft bei Patienten in tropischen Klimazonen auf. A. niger wird seltener als andere Aspergillus-Arten (wie Aspergillus flavus, Aspergillus fumigatus und Aspergillus terreus) als Ursache für eine Lungenentzündung gemeldet.